# 埼玉県道117号蕨停車場線

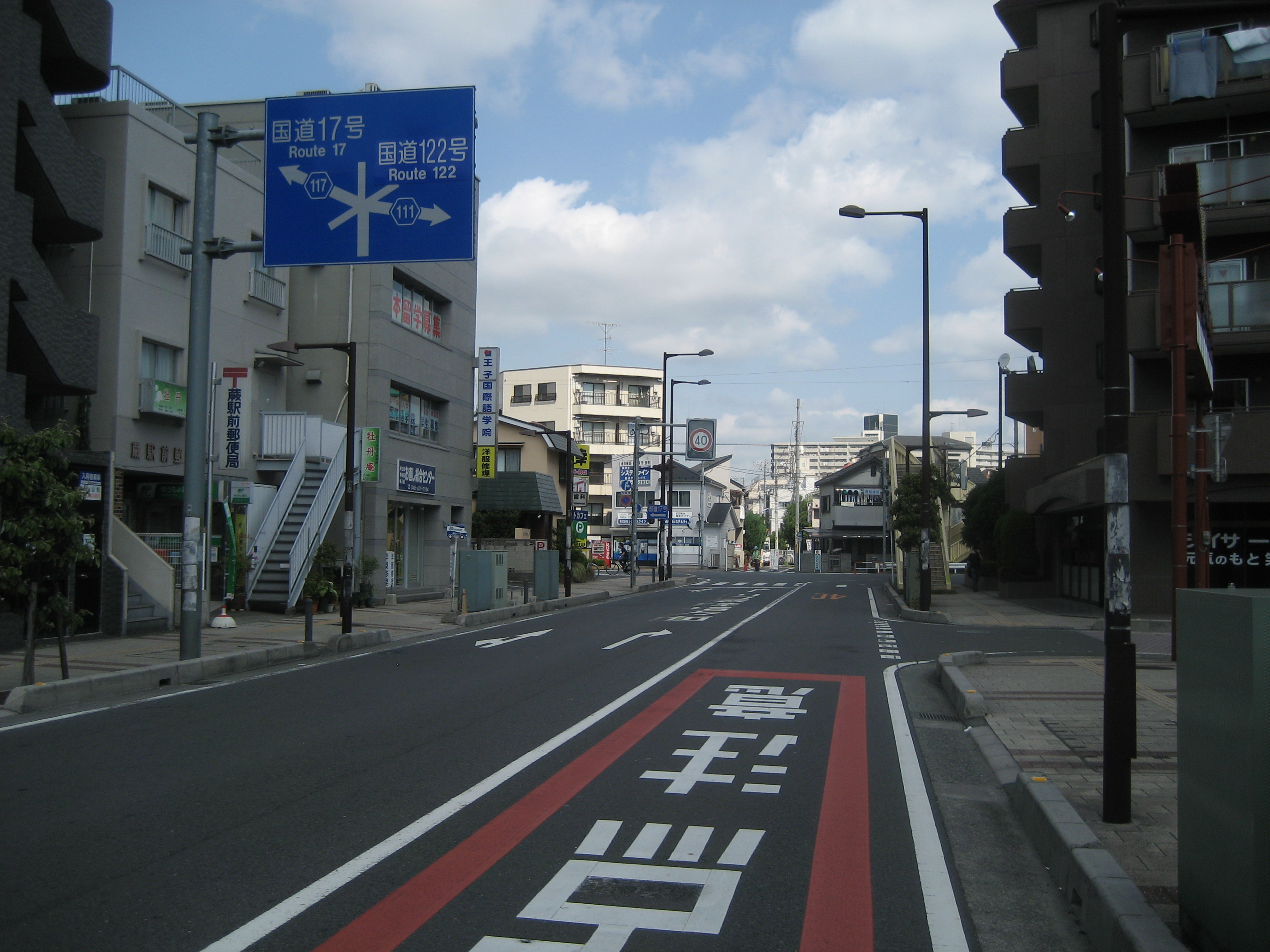
蕨陸橋西交差点付近

埼玉県道117号蕨停車場線（さいたまけんどう117ごう わらびていしゃじょうせん）は、埼玉県蕨市内に設定されている県道である。

## 概要
蕨停車場から始まり、蕨陸橋西交差点を曲がり、蕨市役所を通過。そして国道17号交点。その先は北大通り。また、蕨市役所前から国道17号交点までの区間は移動している。なお、移動前の旧道は現在、一方通行になっている。
自転車交通量が多い道路であるため、蕨陸橋西交差点以西の区間には、2014年3月12日から自転車レーンが蕨市で初めて設置された。

### 路線データ
- 起点：埼玉県蕨市（蕨停車場）
- 終点：埼玉県蕨市（国道17号交点）
- 実延長：1,162 m[1]

## 歴史

### 年表
- 1960年（昭和35年）9月01日：埼玉県告示第652号により、埼玉県道に認定された[2]。
- 2014年（平成26年）3月12日：蕨陸橋西交差点以西の区間で自転車レーンの供用が開始される[4]。

## 路線状況

### 通称
- 市役所通り[5]

### 交通量
24時間交通量（台）　道路交通センサス
| 区間               | 区間距離 (km) | 平成17（2005）年度 | 平成22（2010）年度 | 平成27（2015）年度 |
| ------------------ | ------------- | ------------------ | ------------------ | ------------------ |
| 起点～川口蕨線     | 0.1           | 09,343             | 11,892             | 11,646             |
| 川口蕨線～蕨桜町線 | 0.2           | 13,984             | 11,892             | 11,646             |
| 蕨桜町線～終点     | 0.9           | 09,343             | 11,892             | 11,646             |

- 出典：国土交通省ホームページ「平成22年度全国道路・街路交通情勢調査 一般交通量調査 箇所別基本表（埼玉県）」p.49、「平成27年度全国道路・街路交通情勢調査 一般交通量調査 箇所別基本表（埼玉県）」p.41）

## 地理

### 通過する自治体
- 埼玉県
  - 蕨市

### 接続する道路
| 接続する道路                                  | 所在地 | 所在地 | 交差点名     | 備考 |
| --------------------------------------------- | ------ | ------ | ------------ | ---- |
| 埼玉県道110号川口蕨線                         | 蕨市   | 中央   | 蕨駅西口     |      |
| 埼玉県道111号蕨桜町線 埼玉県道235号大間木蕨線 | 蕨市   | 中央   | 蕨陸橋西     |      |
| 国道17号 北大通り                             | 蕨市   | 北町   | 蕨市役所入口 | 終点 |

### 沿線
| 沿線              | 所在地 | 所在地 |
| ----------------- | ------ | ------ |
| JR京浜東北線 蕨駅 | 蕨市   | 中央   |
| 西友蕨店          | 蕨市   | 中央   |
| 蕨市立病院        | 蕨市   | 北町   |
| 和樂備神社        | 蕨市   | 中央   |
| 蕨城址公園        | 蕨市   | 中央   |
| 蕨市役所          | 蕨市   | 中央   |
| 蕨市立北小学校    | 蕨市   | 北町   |

## ギャラリー

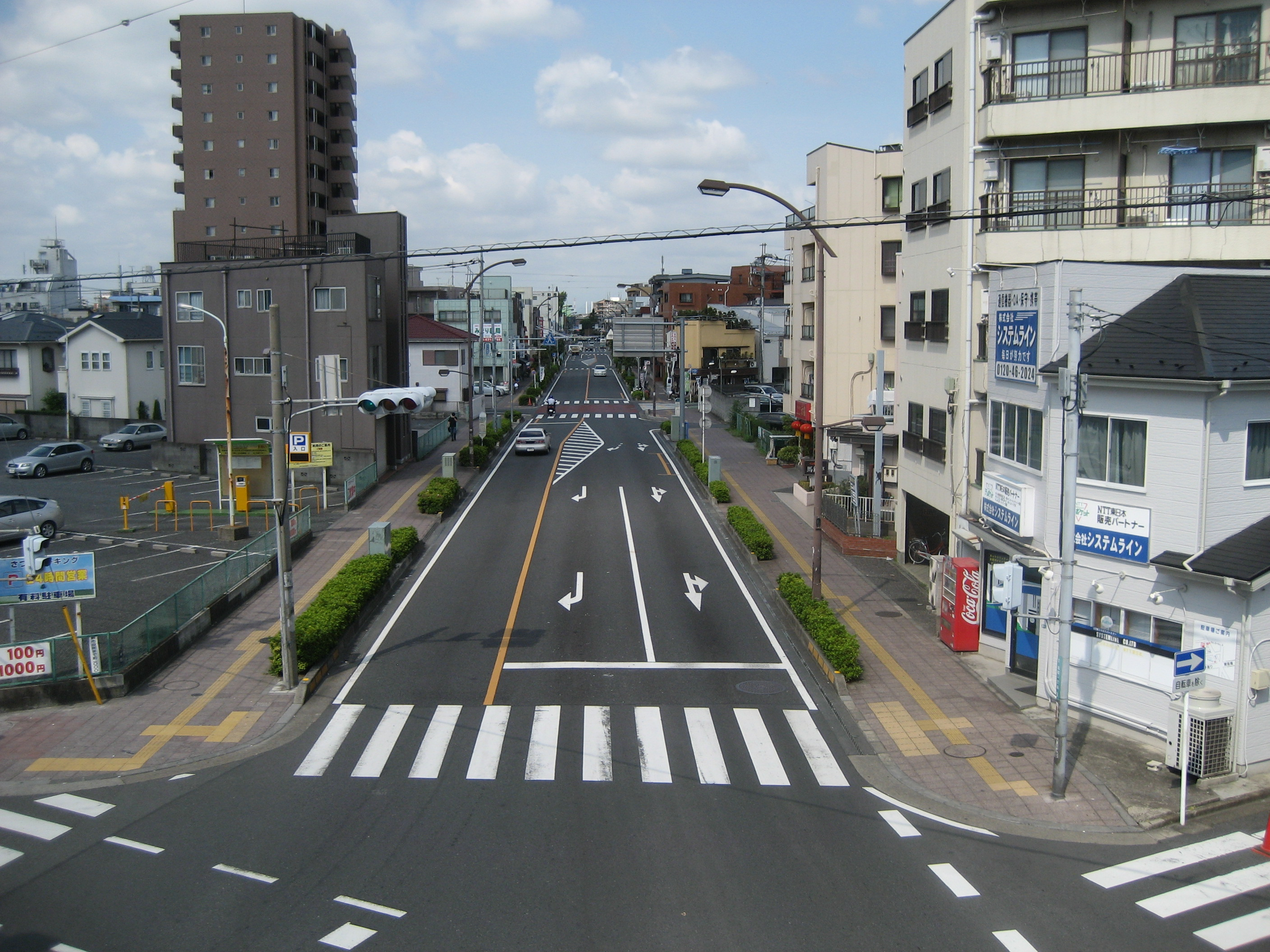
蕨陸橋西交差点から国道17号線方向を撮影
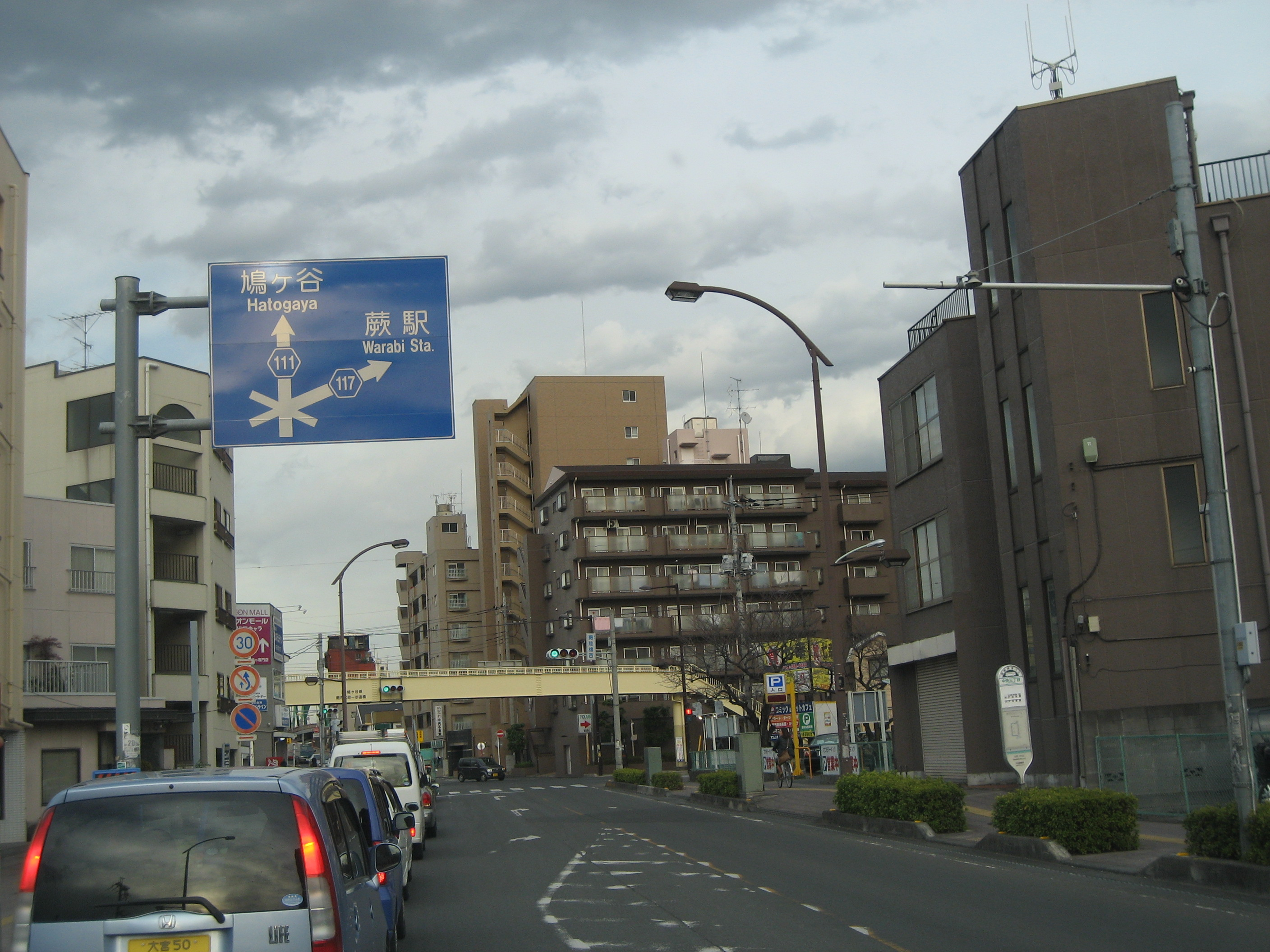
蕨陸橋西交差点付近。終点から起点方向に向かって撮影